# Rejsen med Mai
|  | Denne artikel er oprettet af botten PalnaBot ud fra en ekstern database. Den kan derfor have sproglige fejl eller mangler. Denne skabelon kan fjernes efter kontrol af indholdet. |

Rejsen med Mai er en film instrueret af Anja Dalhoff efter manuskript af Anja Dalhoff.

## Handling
Mai er en dynamisk kvinde fra Hanoi, der arbejder for Røde Kors i Vietnams fattigste områder. Hendes arbejdsmåde er præget af den udvikling, der sker i Vietnam i disse år; fra centralistiske direktiver til udviklingsarbejde på de fattiges præmisser. I filmen følger vi Mai rundt i landet, fra Lao Cai i nord, et område med eget sprog og kultur og store sundhedsproblemer, til den tætbefolkede Thai Binh-provins i nord-øst, hvor et af de største problemer er underernærede børn.